# 鹿兒島市立宮川小學校
鹿兒島市立宮川小學校位在日本鹿兒島縣鹿兒島市，是一間由鹿兒島市設立的小學校。

## 概要
約位於鹿兒島市南部的皇德寺台西方新興住宅區。1875年在谿山郡五之別府村設置川口小學校，是宮川小學校的前身，當時校區於沿著永田川的高地。1967年從五之別府町搬遷至現在所在地皇德寺台四丁目。1991年，皇德寺小學校成立，部分原屬於宮川小學校的學區被分到此校，所以目前學區為皇德寺台四丁目和五丁目、中山町一部分及五之別府町一部分。
1990年時，全校共有38個班級，1421名學生。但從1998年以來學生數呈現減少趨勢，2012年剩下17個班級，467名學生。

## 沿革
- 1875年 - 川口小學校開校[1]。
- 1891年 - 和川口簡易學校合併，改稱宮山簡易小學校[1]。
- 1892年 - 因為小學校令全面修正，改名稱為宮山小學校[1]。
- 1941年 - 改稱宮川國民學校[1]。
- 1947年 - 因為學制改革實施、改稱為谷川町立谷川小學校。
- 1957年 - 谷山町改制為市、改稱谷川市立谷川小學校。
- 1961年 - 制定校歌。
- 1965年 - 鹿兒島縣農協連作品比賽獲獎。
- 1967年
  - - 第35回縣共濟連作品比賽獲獎。
  - - 谷山市和鹿兒島市合併、改稱為鹿兒島市立宮川小學校，也就是現在的名稱。
- 1986年 - 遷移校區從五之別府町到皇德寺台四丁目。
- 1991年 - 一部分學區分離至鹿兒島市立皇德寺小學校。

## 學區
皇德寺小學校的學區為以下的區域：
- 皇德寺台四丁目至五丁目全區
- 中山町一部分
- 五之別府町一部分

## 著名出身人物
- 加藤羅莎（演員）

## 外部連結
- 鹿兒島市立宮川小學校網站